# Catedral de Macao
La Igreja da Sé (en chino: 澳門主教座堂) es la actual catedral de la diócesis de Macao al sur de China. La catedral es también llamada la "Iglesia de la Natividad de Nuestra Señora".
La catedral está incluida en la lista de monumentos históricos del centro histórico de Macao, que a su vez se incluye en la lista de Patrimonio de la Humanidad en China.
A principios del siglo XVII fue una pequeña capilla de madera, y fue elevada a la condición de catedral solo en 1623. Antes de ese año, la diócesis tenía su sede en la iglesia de San Lázaro.
La primera catedral construida en piedra, fue consagrada en 1850 por el obispo de Macao, Jerónimo José da Mata, siendo casi destruida en un tifón 24 años más tarde, después de haber sido objeto de reparaciones mayores.
En el siglo XX, la catedral fue completamente reconstruida en hormigón, costando aproximadamente 100.900 patacas.